# Pholcidae
Pholcidae là họ những loài nhện trong họ nhện thuộc phân bộ Araneomorphae.
Chiều dài cơ thể 2–10 mm và chân có thể dài đến 50 mm. Các loài sinh sống ở các lục địa trên thế giới trừ Nam Cực ra. Các loài thuộc họ này giăng mạng nhện lộn xộn, không đều. Mạng nhện chúng xây trong các khu vực ẩm ướt và tối, trong hang động và dưới đá, hang động vật bỏ hoang. Tơ nhện không có tính kết dính, nhưng cấu trúc lộn xộn của mạng nhện làm con mồi khó thoát. Nhện nhanh chóng bao phủ con mồi của nó với mạng nhện và sau đó gây ra vết cắn chết độc. Con mồi có thể được ăn hoặc được lưu trữ sau đó ngay lập tức.
Vào năm 2015, 19 loài thuộc họ Pholcidae đặc hữu tại Việt Nam đã được công bố. Những loài này được phát hiện tại các tỉnh: Bắc Kạn, Phú Thọ, Hà Giang, Vĩnh Phúc, Quảng Ninh, Ninh Bình và Quảng Bình.

## Các chi

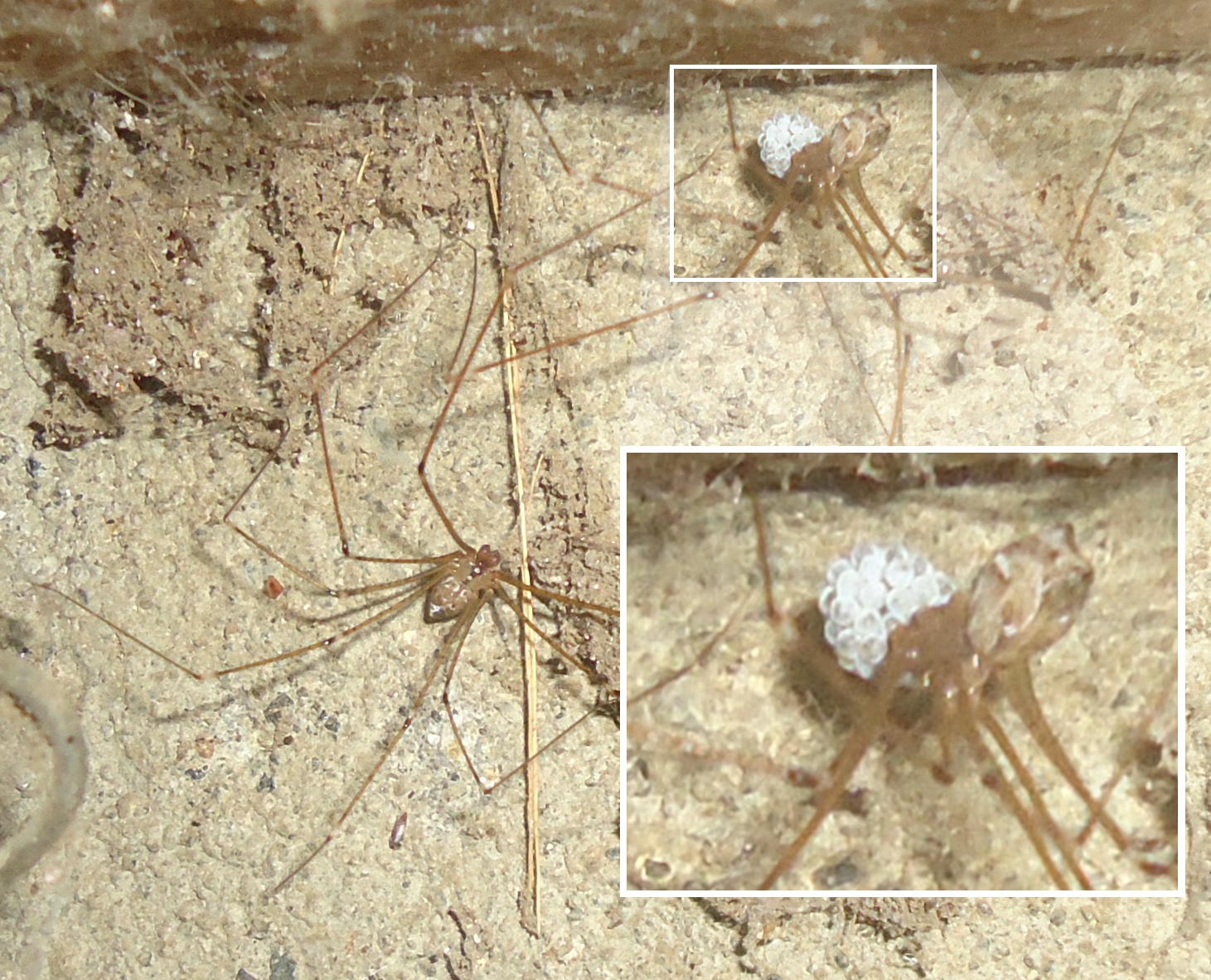
Hai con Crossopriza lyoni. Con dưới là con đực.

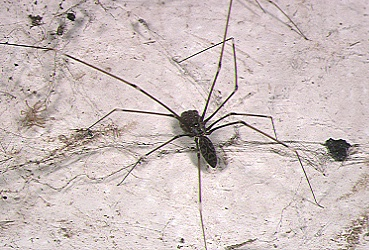
Con cái Smeringopus pallidus với túi trứng.

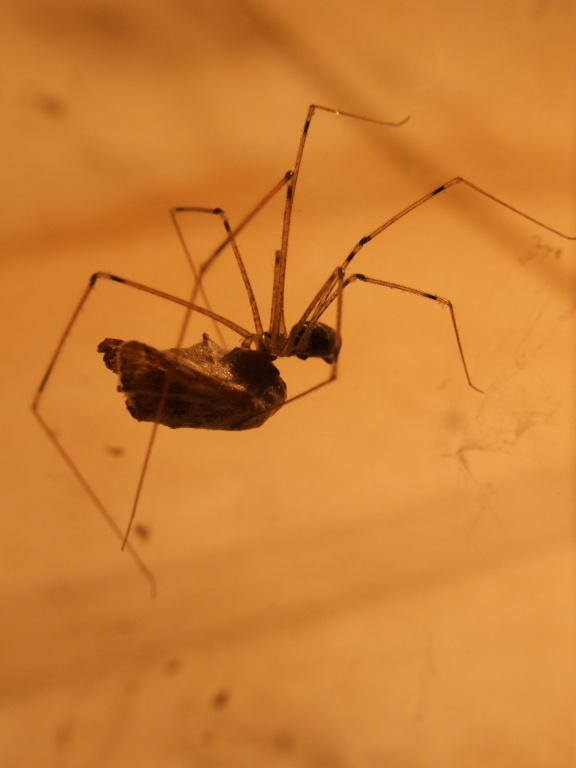
Holocnemus pluchei.

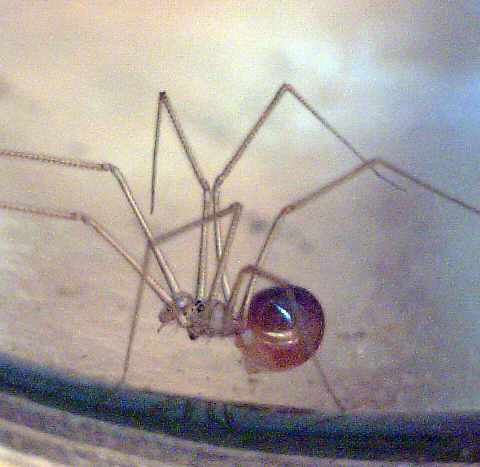
Con đực (Spermophora senoculata) ở Hoa Kỳ

Các chi theo các phân họ phân loại bởi Joel Hallan's Biology Catalog .
- Holocneminae (có lẽ không phải monophyletic)

- Artema Walckenaer, 1837
- Aymaria Huber, 2000
- Cenemus Saaristo, 2001
- Ceratopholcus Spassky, 1934
- Crossopriza Simon, 1893
- Holocnemus Simon, 1873
- Hoplopholcus Kulczyn'ski, 1908
- Ixchela Huber, 2000
- Physocyclus Simon, 1893
- Priscula Simon, 1893
- Smeringopus Simon, 1890
- Stygopholcus Absolon & Kratochvíl, 1932
- Wugigarra Huber, 2001

- Modisiminae (New World group)

- Blancoa Huber, 2000
- Bryantina Brignoli, 1985
- Canaima Huber, 2000
- Carapoia González-Sponga, 1998
- Chibchea Huber, 2000
- Coryssocnemis Simon, 1893
- Kaliana Huber, 2000
- Litoporus Simon, 1893
- Mecolaesthus Simon, 1893
- Mesabolivar González-Sponga, 1998
- Modisimus Simon, 1893
- Otavaloa Huber, 2000
- Pisaboa Huber, 2000
- Pomboa Huber, 2000
- Psilochorus Simon, 1893
- Stenosfemuraia González-Sponga, 1998
- Systenita Simon, 1893
- Tainonia Huber, 2000
- Teuia Huber, 2000
- Tupigea Huber, 2000
- Waunana Huber, 2000

- Ninetinae (not monophyletic)

- Aucana Huber, 2000
- Chisosa Huber, 2000
- Enetea Huber, 2000
- Galapa Huber, 2000
- Gertschiola Brignoli, 1981
- Guaranita Huber, 2000
- Ibotyporanga Mello-Leitão, 1944
- Kambiwa Huber, 2000
- Mystes Bristowe, 1938
- Nerudia Huber, 2000
- Ninetis Simon, 1890
- Nita Huber & El-Hennawy, 2007
- Papiamenta Huber, 2000
- Pholcophora Banks, 1896
- Tolteca Huber, 2000

- Pholcinae C. L. Koch, 1851

- Aetana Huber, 2005
- Anansus Huber, 2007
- Anopsicus Chamberlin & Ivie, 1938
- Belisana Thorell, 1898
- Buitinga Huber, 2003
- Calapnita Simon, 1892
- Khorata Huber, 2005
- Leptopholcus Simon, 1893
- Metagonia Simon, 1893
- Micromerys Bradley, 1877
- Nyikoa Huber, 2007
- Ossinissa Dimitrov & Ribera, 2005
- Panjange Deeleman-Reinhold & Deeleman, 1983
- Paramicromerys Millot, 1946
- Pholcus Walckenaer, 1805
- Quamtana Huber, 2003
- Savarna Huber, 2005
- Smeringopina Kraus, 1957
- Spermophora Hentz, 1841
- Spermophorides Wunderlich, 1992
- Uthina Simon, 1893
- Wanniyala Huber & Benjamin, 2005
- Zatavua Huber, 2003

- incertae sedis

- Carupania González-Sponga, 2003
- Ciboneya Pérez, 2001
- Falconia González-Sponga, 2003
- Holocneminus Berland, 1942
- Micropholcus Deeleman-Reinhold & Prinsen, 1987
- Pehrforsskalia Deeleman-Reinhold & van Harten, 2001
- Pholciella Roewer, 1960
- Pholcoides Roewer, 1960
- Queliceria González-Sponga, 2003
- Sanluisi González-Sponga, 2003
- Tibetia Zhang, Zhu & Song, 2006
- Trichocyclus Simon, 1908